# Dicarbonylbis(cyclopentadienyl)titanium
Dicarbonylbis(cyclopentadienyl)titanium, meestal aangeduid als titanoceendichloride, is een chemische verbinding met de formule {\displaystyle {\ce {C12H10O2Ti}}}, of met meer nadruk op de structuur ervan: {\displaystyle {\ce {(\eta^{5}-C5H5)2Ti(CO)2}}}. Deze laatste formule wordt vaak afgekort tot {\displaystyle {\ce {Cp2Ti(CO)2}}}. Deze bordeaurode,luchtgevoeligetsof is oplosbaar in alifatische en aromatische verbindingen.

## Synthese
De eerste synthese van {\displaystyle {\ce {Cp2Ti(CO)2}}} vond plaats tijdens de reductie van titanoceendichloride met cyclopentadiënylnatrium onder een atmosfeer van koolstofmonoxide. Tegenwoordig wordt de stof meestal gevormd door titanoceendichloride onder een atmosfeer van koolstofmonoxide te reduceren in een slurry van magnesium in THT.
{\displaystyle {\ce {(C5H5)2TiCl2\ +\ Mg\ +\ 2CO\ ->[{\ce {THT}}]\ (C5H5)2Ti(CO)2\ +\ MgCl2}}}

## Structuur
Het dicarbonylcomplex heeft een tetraëdrische structuur, net als het dichloride en de overeenkomende zirkonium- en hafniumverbinding. De structuur van de verbinding is met behulp van röntgenkristallografie vastgesteld.

## Reacties
{\displaystyle {\ce {Cp2Ti(CO)2}}} is gebruikt voor de reductie van sulfoxides tot sulfides, de reductieve koppeling van artomatische aldehydes en de reductie van aldehydes.